# Макаров, Николай Андреевич
Никола́й Андре́евич Мака́ров (род. 22 декабря 1955, Москва) — советский и российский археолог и историк, академик Российской академии наук (2011), директор Института археологии РАН (с 2003), вице-президент РАН (с 2017), академик-секретарь ОИФН РАН (с 2022). Специалист по археологии и средневековой истории Русского Севера. Лауреат Государственной премии Российской Федерации в области науки и технологий за 2024 год.

## Биография
Родился в семье художников. Окончил исторический факультет МГУ по кафедре археологии (1978). Участник археологических экспедиций с 1972 года; в 1980—1998 годах — начальник Онежско-Сухонской экспедиции Института археологии АН СССР (РАН), с 2001 года — руководитель проекта (с 2001) комплексного исследования центра Северо-Восточной Руси — Суздальского Ополья. Главный редактор журнала «Краткие сообщения Института археологии» (с 2005).
Руководитель Секции истории ОИФН РАН (2013—2017), с 28 сентября 2017 года — вице-президент РАН, с 22 сентября 2022 года — академик-секретарь ОИФН РАН. Почётный доктор НИЦ «Курчатовский институт» (2021). Член экспертного совета премии РГО «Хрустальный компас».

## Основные работы

### Диссертации
- Население Восточного Прионежья в X—XIII вв. Дисс. … канд. ист. наук. М., 1986.
- Колонизация северных окраин Древней Руси в XI—XIII вв. Дисс. … д. ист. наук. М., 1995.

### Монографии
- Население Русского Севера в XI—XIII вв. М., 1990.
- Русский Север: таинственное средневековье. М., 1993.
- Колонизация северных окраин Древней Руси в XI—XIII вв. (по материалам археологических памятников Белозерья и Поонежья). М., 1997.
- Средневековое расселение на Белом озере. М., 2001 (в соавт. с С. Д. Захаровым и А. П. Бужиловой)
- Археология севернорусской деревни X—XIII веков. Средневековые поселения и могильники на Кубенском озере (в соавт.)
  - Т. 1. Средневековые поселения и могильники. М., 2007.
  - Т. 2. Материальная культура и хронология. М., 2008.
  - Т. 3. Палеоэкологические условия, общество и культура. М., 2009.

## Награды
- Орден «За заслуги перед Отечеством» IV степени (2 июля 2021) — за активное участие в реализации проекта по модернизации звонницы на Спасской башне и созданию подземного Музея археологии Чудова монастыря на территории Московского Кремля[1].
- Орден Александра Невского (5 февраля 2024) — за большой вклад в развитие отечественной науки, многолетнюю плодотворную деятельность и в связи с 300-летием со дня основания Российской академии наук[2].
- Государственная премия Российской Федерации в области науки и технологий (10 июня 2025) — за большой вклад в археологическое изучение становления Российского государства и ранней истории Руси[3].
- Благодарность Президента Российской Федерации (14 сентября 2012) — за активное участие в строительстве Странноприимного дома на реке Иордан (Иорданское Хашимитское Королевство) и Культурно-православного центра в городе Иерихоне (Палестина)
- Благодарность Правительства Российской Федерации (25 июня 2025) — за большой вклад в подготовку и проведение мероприятий, посвящённых празднованию 1000-летия основания г. Суздаля Владимирской области[4].
- Благодарность Министра культуры и массовых коммуникаций Российской Федерации (7 сентября 2006) — за большой вклад и активное участие в разработке «Методики экономической оценки объектов культурного наследия»[5].